# 柏林联盟体育俱乐部
柏林联盟06体育俱乐部注册协会（德語：Sportclub Union 06 Berlin e. V.）是一家总部设于德国首都柏林米特区蒂尔加滕的足球俱乐部，它作为奥伯舍纳维德联盟体育俱乐部（SC Union Oberschöneweide）的继承球队于1950年6月9日成立。球队的主场设于邮政体育场。